# Valentin Petit
Pour les articles homonymes, voir Petit.
Valentin Petit, né le 22 mai 1990 à Bourges et mort le 20 mai 2023 aux Ponts-de-Martel en Suisse, est un réalisateur de fiction cinematographiques et de vidéoclips musicaux français à la renommée internationale. Il était également directeur d'une société de production.

## Biographie

### Éducation
Après un baccalauréat ES obtenu à Bourges, Valentin Petit rejoint la section de design graphique au lycée Jean-Monnet de Montpellier pour y passer un BTS, puis obtient une licence de cinéma à l'Université Paris-VIII.

### Carrière
En 2015, Valentin Petit dévoile son premier court-métrage, Antophobia, sélectionné dans plusieurs festivals. 
Depuis 2017, il réalise son second court-métrage, Bruit de la lumière.
Tout au long de son parcours Valentin Petit réalise également des clips vidéo pour des artistes francophones et internationaux dans le domaine des musiques actuelles ainsi que des films publicitaires pour des marques à l'international ou des institutions.

### Mort
Valentin Petit meurt le 20 mai 2023 à La Chaux-de-Fonds en Suisse lors d’un crash d’avion de tourisme qui a fait trois morts, Valentin, l’unique autre passagère et le pilote. L’avion s’est écrasé dans une zone escarpée dans le canton de Neuchâtel. Ce tour d’avion était initialement un cadeau d’anniversaire.

## Filmographie

### Clips
- 2011 : Temps Mort de Everydayz[7]
- 2012 : Ailleurs de Némir et Deen Burbigo[8]
- 2012 : Wake up de Némir et Alpha Wann[9]
- 2013 : L'absence de Everydayz
- 2013 : Louis XIV de Joke
- 2014 : Kush de Set&Match
- 2015 : Risibles Amours de Nekfeu
- 2017 : L'année la plus chaude de Raphael[10]
- 2018 : Marsellus Wallace de Prince Waly
- 2019 : Normal de Roméo Elvis
- 2019 : Doggy Bag de Prince Waly
- 2019 : Floor Seats de ASAP Ferg[11]
- 2020 : Moment de Victoria Monét[12]
- 2021 : Course sur les toits de Paris (JO Paris 2024)
- 2021 : Green Juice de Asap Ferg et Pharell Williams
- 2022 : SAOKO de Rosalía
- 2022 : Même pas un grincement de Ziak
- 2023 : Locket de Audrey Nuna[13]

### Publicités
- 2012 : Balade à Paris pour Elie Saab[14]
- 2013 : Trinomic XT1 Plus pour Puma[8]
- 2015 : Data Meets Nature pour Schneider Electric
- 2015 : Taking the field pour Schneider Electric et The Boston Red Sox
- 2015 : The Wolf Pack Edition pour Eristoff
- 2017 : Welcome to hope county pour Ubisoft
- 2017 : EQT pour Adidas
- 2017 : Pour combien de temps encore ? pour l'UNICEF[15]
- 2018 : Deerupt pour Adidas
- 2018 : 3008 DKR pour Peugeot
- 2018 : Enjoy Your Ride pour Heetch
- 2018 : Welcome to hope country pour Ubisoft
- 2020 : The Beauty of Blend pour Tullamore Dew
- 2020 : Bounce pour Adidas
- 2020 : Never Give Up pour G-Shock
- 2021 : Balmain FW21 pour Balmain
- 2021 : Bentley - Continental GT pour Bentley Motors
- 2021 : Beats x Saweetie pour Beats
- 2022 : HD SKIN pour Make Up For Ever
- 2022 : Never Setlle Done pour Nike
- 2022 : Inzone pour Sony
- 2022 : Squad Up pour Call of Duty
- 2022 : H&M Studio pour H&M
- 2022 : Tomorrow is yours pour Salomon (co-réalisé avec Gabriel Dugué)

### Court-métrage
- 2015 : Antophobia[3]
- 2018: Le Bruit De La Lumière

### Documentaires
- 2016 : Portrait de Rafel Delalande